# 머나먼 시공 속에서
머나먼 시공 속에서(遙かなる時空の中で)는 코에이가 발매한 네오 로망스 시리즈의 2번째 작품이다.

## 개요
1~3편과 5편은 이세계(異世界)에, 용신의 무녀로써 소환된 현대의 여고생이, 무녀를 지키는 사명을 지닌 남성들과 함께 쿄(京)나 가마쿠라(鎌倉)처럼 과거와 비슷한 무대(1은 헤이안 시대, 2는 인세이 시대, 3은 겐페이 전쟁 시대, 5는 막부 말기~메이지 유신기)를 배경으로 이세계를 평화롭게 만들어가는 이야기. 4는 이세계의 고대에 태어난 공주가 적국의 공격에서 도망쳐 현대에서 지내다가, 이윽고 망해버린 고국을 부흥하기 위해 시공을 뛰어넘어 돌아가 싸우는 이야기이다. 일본풍 판타지의 세계관이 전체 작품의 공통점이다.
1과 2는 시뮬레이션 색이 강했지만, 3과 4에선 노벨게임 요소(RPG요소)가 짙어지면서, 시나리오 성이 1·2보다 강해진 반면 자유도는 감소했다.
메인 캐릭터 성우는 4를 제외한 나머지 작품에서 같은 포지션을 맡고 있다. 다만, 같은 성우라도 다시 태어나거나, 동일인물, 자손과 같은 관련성은 없다(아크람과 후지공주 같은 일부 캐릭 제외). 3에서는 성격이 새롭게 바뀌고, 4에서는 성격과 성우(포지션)이 바뀌었다.
2010년 9월 18일 도쿄 게임쇼 2010에서 《머나먼 시공 속에서 5》가 제작된다는 발표가 있었다. 또한 전작과는 달리 성우진이 전면 교체된다고 밝혔다.

## 게임 리스트
1관련
- 머나먼 시공 속에서 : 2000년 4월 6일 발매. PS용 소프트.
- 머나먼 시공 속에서 : 2002년 8월 23일 발매. GBA용 소프트.
- 머나먼 시공 속에서 반상유희 : 2003년 6월 26일 발매. PS용 소프트.
- 머나먼 시공 속에서 팔엽초 : 2005년 4월 1일 발매. PS2용 소프트.
- 머나먼 시공 속에서 채화수적 : 2005년 4월 1일 발매. PSP용 소프트.
- 머나먼 시공 속에서 무일야 : 2006년 9월 21일 발매. PS2용 소프트.
- 포켓 시나리오 시리즈 머나먼 시공 속에서 무일야 : 2006년 11월 30일 발매. 닌텐도DS용 소프트.

2관련
- 머나먼 시공 속에서 2 : 2001년 9월 28일 발매. Windos95/98/Me용 소프트.
- 머나먼 시공 속에서 2 : 2002년 2월 28일 발매. PS2용 소프트.
- 머나먼 시공 속에서 2 : 2005년 6월 30일 발매. PSP용 소프트.

3관련
- 머나먼 시공 속에서 3 : 2004년 12월 22일 발매. PS2용 소프트.
- 머나먼 시공 속에서 3 십육야기 : 2005년 9월 22일 발매. PS2용 소프트.
- 머나먼 시공 속에서 3 운명의미궁(라비린스) : 2006년 3월 23일 발매. PS2용 소프트.
- 머나먼 시공 속에서 3  with 십육야기 애장판: 2009년 3월 19일 발매. PSP용 소프트.
- 머나먼 시공 속에서 3 운명의미궁 애장판 : 2009년 10월 22일 발매. PSP용 소프트.

4관련
- 머나먼 시공 속에서 4 : 2008년 6월 19일 발매. PS2/Wii용 소프트.
- 머나먼 시공 속에서 4 애장판 : 2010년 12월 22일 발매. PSP용 소프트.

5관련
- 머나먼 시공 속에서 5 : 2011년 2월 24일 발매. PSP용 소프트.

시리즈 총합
- 머나먼 시공 속에서 몽부교 : 2008년 8월 21일 발매. 닌텐도DS용 소프트.
- 머나먼 시공 속에서 몽부교 스페셜 : 2009년 1월 29일 발매. PS2용 소프트.

## 레귤러 캐스트
- 카와카미 토모코……주인공: 모토미야 아카네, 타카쿠라 카린, 카스가 노조미, 아시하라 치히로
- 미키 신이치로……천청룡: 미나모토노 요리히사, 미나모토노 요리타다, 아리카와 마사오미, 히이라기
- 세키 토모카즈……지청룡: 모리무라 텐마, 타이라노 카츠자네, 미나모토노 쿠로 요시츠네, 사자키
- 타카하시 나오즈미……천주작: 이노리, 이사토, 히노에, 토오야
- 미야타 코우키……지주작: 나가레야마 시몬, 아키후미, 무사시보 벤케이, 나기
- 나카하라 시게루……천백호: 후지와라노 타카미치, 후지와라노 유키타카, 아리카와 유즈루, 카츠라기 오시히토
- 이노우에 카즈히코……지백호: 타치바나노 토모마사, 히스이, 카지와라 카게토키, 카자하야
- 호시 소이치로……천현무: 에이센, 모토미, 타이라노 아츠모리, 후츠히코
- 이시다 아키라……지현무: 아베노 야스아키, 아베노 야스츠구, 리즈반, 아슈빈
- 오타니 이쿠에……후지공주, 후지와라노 유카리, 후지와라노 미소노, 백룡(성장전)
- 오키아유 료타로……아크람, 백룡(성장후), 흑룡, 나사티야
- 이시이 코지……이크티다르, 미나모토노 토키토모, 미나모토노 요리토모
- 카와무라 마리아……시린, 호죠 마사코
- 아사카와 유우……세프르, 카즈히토, 타이라노 키요모리, 팬텀
- 쿠와시마 호코……모리무라 란, 타이라노 치토세, 카지와라 사쿠, 이치노히메

## 스태프
- 총괄 : 루비파티(코에이)
- 캐릭터 디자인 : 미즈노 토코

## 미디어 전개

### 만화
하쿠센샤에서 발행하는 월간 《LaLa》에서 2000년부터 연재되어, 후에 《LaLa DX》로 연재잡지를 이동. 현재, 코믹스가 17권으로 완결되었다. 저자는 게임의 캐릭터 디자인도 담당하고 있는 미즈노 토코. 내용은 1을 따르고 있지만, 2와 3과 무일야는 단편으로 수록되어 있다. 또한 4는 단행본으로 따로 출시되어 있다.

### 애니메이션
머나먼 시공 속에서 자양화 꿈 이야기
OVA. 시리즈 첫 애니메이션 작품. 한국에선 애니박스에서 2006년 9월에 방영되었다.
머나먼 시공 속에서 2 백룡의 무녀
OVA. 머나먼 시공 속에서 2를 소재로 삼았다. 한국에선 애니박스에서 2006년 9월에 방영되었다.
머나먼 시공 속에서 팔엽초
2004년 10월부터 테레비 도쿄계열에서 반 년간 방영되었다. 전 26화. 월간 LaLa에서 연재되는 만화를 기초로 한 내용이지만, 후반은 오리지널 전개. 후에 발매된 DVD판에는 멀티엔딩이 수록되었다. 또, 팬디스크에는 〈마음의 행방(心の行方)〉〈구상이 있는 곳(想いの在處)〉이란 타이틀로 오리지널 애니메이션이 수록되어 있다.

머나먼 시공 속에서 3 붉은 달
머나먼 시공 속에서 3을 소재로 삼았다. 2007년 12월에 키즈 스테이션에서 스페셜 방송으로써 방영되었다.
머나먼 시공 속에서 3 끝없는 운명
머나먼 시공 속에서 3를 소재로 하였다. 2010년 1월 AT-X에서 총 2화로 방영되었으며, DVD에는 미방영분 애니메이션이자, 머나먼 시공 속에서 3 시리즈 애니메이션 완결본인 단노우라 전쟁 편이 수록되어 있다.

### 영화
타이틀은 《극장판 머나먼 시공 속에서 무일야》. 2006년 여름 공개. 감독은 시노하라 토시야(篠原俊哉). 한국에선 애니박스에서 2007년 7월에 방영되었다. 주제곡은 윤손하(sona)가 불렀다. 곡명은 〈はらり、 ひらり(하늘하늘)〉 .

### 무대
타이틀은 『네오로맨스·스테이지 머나먼 시공 속에서 무일야』. 캐스트는 무대판 오리지널. 2008년 1월부터 도쿄와 오사카에서 공연.

## 용어
쿄우(京)
이 게임의 무대가 되는, 과거 시대와 비슷한 이차원(異次元)의 수도. 역사의 흐름과 인간관계가 현실세계의 역사와 무척이나 닮아있어 오해받기 쉽지만, 주인공은 실제 과거(1은 헤이안, 2는 인세이, 3은 겐페이시대)로 타임슬립한 것은 아니다(어디까지나 이세계로 소환되었다는 설정).
용신(龍神)
쿄우의 수호신. 백룡과 흑룡이 합쳐진 완전체를 〈응룡(応龍)〉이라 하며, 처음 이 명칭이 등장한 2에서 무녀의 기도에 의해 3에선 쿄우 이외의 곳들도 수호하게 된다.
용신의 무녀(龍神の神子)
용신의 목소리를 들을 수 있는 유일한 존재. 쿄우에 위기가 찾아왔을 때 용신에 의해 선정된다. 〈백룡의 무녀〉만을 칭하는 경우도 많다.
백룡의 무녀(白龍の神子)
용신의 양(陽)의 부분인 백룡에 의해 선택된 무녀. 오행의 힘을 조종하며 원령을 봉인할 수 있다. 영력이 무척 높아 손을 대는 것만으로도 저주를 풀 수 있지만, 부정(不淨)에 약하다. 역대의 무녀들 전부 자애심이 깊다.
흑룡의 무녀(黒龍の神子)
용신의 음(陰)의 부분인 흑룡에 의해 선택된 무녀. 원령을 봉인하는 힘은 없지만, 원령의 소리를 듣고 진정시킬 수 있다.
사신(四神)
용신을 섬기며, 쿄우의 사방을 수호하는 성수(聖獸), 청룡·주작·백호·현무를 가리킨다. 청룡은 동, 주작은 남, 백호는 서, 현무는 북을 지키고 있다.
팔엽(八葉)
용신의 무녀를 섬기며 무녀의 검과 방패가 되는 8명의 남성을 칭한다. 용신에 의해 선택되며 그 증거로써 몸의 일부에 용의 보주가 출현한다. 한 사신당 하늘의 이치와 땅의 이치에 따라 두 사람이 선택된다. 무녀로부터 부여받은 힘으로 특수한 기술을 쓸 수 있게 된다.
별의 일족(星の一族)
용신의 무녀를 섬기는 역할을 대대로 물려받는 일족. 무녀가 없을 때엔 용의 보주를 지키고 있다. 미래의 길흉을 점치거나 예지몽을 꾸는 등 특수한 능력을 발휘하는 자가 있는 반면, 힘이 없는 자도 존재한다.
용의 보주(龍の宝玉)
원래 하나의 구슬이지만, 팔엽이 선택될 때에 8개로 갈라져 각 팔엽의 신체의 일부에 나타나는 것. 무녀와 팔엽과 별의 일족 등, 용신과 관련된 자이거나 영력이 높은 자 이외에겐 보이지 않고, 만져도 감촉은 없다. 팔엽의 역할이 끝나면 자연히 사라지고 구슬도 원래대로 돌아온다.
팔괘(八卦)
자연계를 구성하는 8개의 기(氣). 팔엽은 각각의 기를 지니고 있으며, 캐릭터 성격의 원천이기도 하다.
- 천청룡:巽(손)
- 지청룡:震(진)
- 천주작:離(리)
- 지주작:坤(곤)
- 천백호:乾(건)
- 지백호:兌(태)
- 천현무:坎(감)
- 지현무:艮(간)

## 그 외
2 이후에 추가된 설정
1의 시점에선 〈백룡의 무녀〉라는 설정은 존재하지 않고 〈용신의 무녀〉와 파괴신인 〈흑룡〉이라는 명칭만이 나온다.
〈용신〉에겐 두개의 측면(흑룡과 백룡)이 있어 각각 한 명의 무녀를 요구하며, 백룡은 〈나아가는 힘〉, 흑룡은 〈머무르는 힘〉을 관장한다, 는 설정이 되었다. 또, 먼저 선택된 무녀는 강한 힘을 손에 넣기 때문에, 팔엽이 붙지 않는다(1~3의 주인공은 셋 다 나중에 선택된 무녀). 단지, 흑룡의 무녀 쪽이 힘이 강하다는 설정은 2에서만 적용되고 있다(1,3에선 나오지 않고, 4에선 흑룡의 무녀가 존재하지 않는다.).
팔엽의 문신
역대 팔엽 중에서, 모리무라 텐마(1의 지청룡), 타이라노 카츠자네(2의 지청룡), 카지와라 카게토키(3의 지백호) 3명에 한해 보주 주변에 문신과 같은 문양이 나타나는 것은, 그들이 흑룡의 무녀와 혈연관계라는 점이 관련되어 있다. 단지, 자세한 설정은 공식 측에서도 불명이라고 코멘트하고 있다.
천지 팔엽의 대립
1·2에선, 같은 사신의 팔엽이더라도 성격과 입장의 차이로 충돌하는 경우가 많아 주인공이 그들의 유대(絆)를 깊게 하는 것이 이야기 상의 중요한 열쇠가 되어있었다. 3에선 팔엽들끼리의 대립은 거의 없으며, 오히려 같은 사신의 팔엽일 수록 성격이 잘 맞는다.

## 관련상품
제품별 상품에 대해서는 각 항목 참조

### CD
- 머나먼 시공 속에서 2&3 캐릭터 콜렉션

1. 땅의 청룡 ~타이라노 카츠자네&미나모토노 쿠로 요시츠네~
2. 하늘의 현무 ~미나모토노 모토미&타이라노 아츠모리~
3. 땅의 주작 ~아키후미&무사시보 벤케이~
4. 하늘의 백호 ~후지와라노 유키타카&아리카와 유즈루~
5. 하늘의 청룡 ~미나모토노 요리타다&아리카와 마사오미~
6. 하늘의 주작 ~이사토&히노에~
7. 땅의 백호 ~히스이&카지와라 카게토키~
8. 땅의 현무 ~아베노 야스츠구&리즈반~
9. 특별편

- 머나먼 시공 속에서 2&3 캐릭터 콜렉션 스페셜 버전
- 머나먼 시공 속에서 1&2&3 꽃축제

네오로망스♥Duet+ 머나먼 시공 속에서1&2&3
- 머나먼 시공 속에서 몽부교 Special ~천화의 무지개~
- 피아노곡집 *머나먼 시공 속에서 유구의 주

### DVD
- 라이브 비디오 네오로망스·페스타 하루카 마츠리 2005
- 라이브 비디오 네오로망스·페스타 하루카 마츠리 2006
- 라이브 비디오 네오로망스·페스타 하루카 마츠리 2008

## 같이 보기
- 오토메 게임
- 네오 로망스 시리즈